# Vladimir Stepanov
Pour les articles homonymes, voir Stepanov.

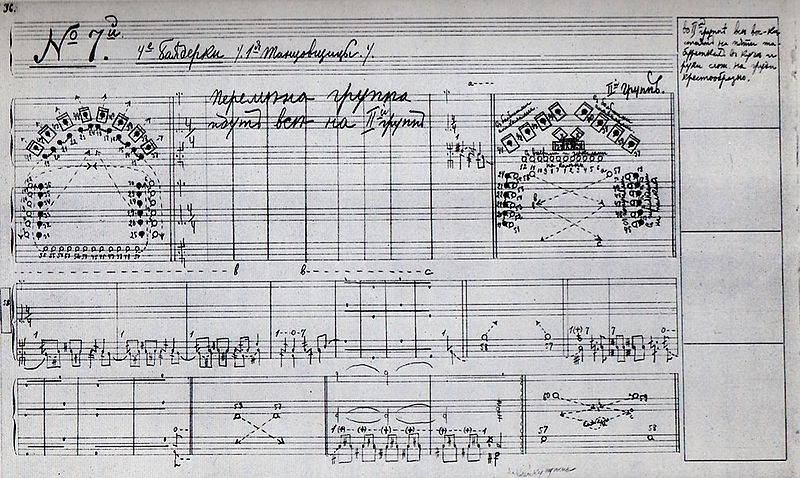
Une page de notation de La Bayadère par Stepanov (c. 1900).

Vladimir Ivanovitch Stepanov (en russe Владимир Иванович Степанов) est un danseur et pédagogue russe né le 29 juin 1866 et mort à Saint-Pétersbourg le 28 janvier 1896.
Après avoir étudié l'anatomie à l'université de sa ville natale, il conçoit son propre système de notation du mouvement, basé sur la notation musicale, qu'il publie en 1892 à Paris sous le titre d’Alphabet des mouvements du corps humain.
De retour à Saint-Pétersbourg la même année, il voit sa méthode acceptée par l'Académie impériale de ballet, puis par l'école du Bolchoï de Moscou en 1895.
Sa méthode n'a pas été publiée de son vivant en Russie, mais elle fut adoptée en Angleterre et en France, notamment pour certaines productions de Diaghilev. La plupart de ses partitions se trouvent aujourd'hui à l'Université Harvard.
Son ouvrage a été réédité en anglais : Alphabet of Movements of the Human Body, Cambridge, The Golden Head Press, 1958 ; reprint New York, Dance Horizons, 1969.